# Марусяк Дмитро («Зайчик»)
Марусяк Дмитро (Псевдо:«Зайчик»; 20 жовтня 1920, с. Княждвір, Коломийський район, Івано-Франківська область – ?) – лицар Золотого хреста бойової заслуги 1 класу.

## Життєпис
Народився у сім’ї місцевих селян. Освіта – 5 класів народної школи. 
В лавах УПА з 16.09.1943 року. Пройшов підстаршинський вишкіл та отримав ступінь старшого вістуна. З кінця 1945 р. діяв на Закерзонні – командир рою сотні УПА «Ударник 5» (вд. 95а) ВО 6 «Сян». Подальша доля не встановлена. Старший вістун УПА (?).

## Нагороди
- Відзначений Золотим хрестом бойової заслуги 1 кляси (23.08.1948) за ліквідацію генерала Свєрчевського.